# دانلن، نیوجرسی
دانلن (به انگلیسی: Dunellen) شهری در ایالت نیوجرسی کشور ایالات متحده آمریکا است که جمعیت آن در سرشماری سال ۲۰۱۰ میلادی، ۷٬۲۲۷ نفر بوده‌است.